# أرنو جيوفانيتي
أرنو جيوفانيتي (بالفرنسية: Arnaud Giovaninetti) هو ممثل فرنسي، ولد في 3 يوليو 1967 في فرنسا، وتوفي في 24 يناير 2018.

## وصلات خارجية
- أرنو جيوفانيتي على موقع IMDb (الإنجليزية)
- أرنو جيوفانيتي على موقع ألو سيني (الفرنسية)
- أرنو جيوفانيتي على موقع قاعدة بيانات الأفلام السويدية (السويدية)
- أرنو جيوفانيتي على موقع قاعدة بيانات الفيلم (الإنجليزية)
- أرنو جيوفانيتي على موقع كينوبويسك (الروسية)